# Hliniszcza Straczanskaje
Hliniszcza Straczanskaje (biał. Глінішча Страчанскае; ros. Глинище Страченское, Gliniszcze Straczenskoje; hist.: pol. Gliniszcze, do 2014 biał. Глінішча, Hliniszcza; ros. Глинище, Gliniszcze) – chutor na Białorusi, w obwodzie grodzieńskim, w rejonie ostrowieckim, w sielsowiecie Michaliszki, przy drodze republikańskiej R45.

## Warunki naturalne
Chutor położony jest nad Straczą, pomiędzy Naroczańskim Parkiem Narodowym a Rezerwatem Krajobrazowym Jeziora Soroczańskie.

## Historia
Pod zaborami zaścianek, w II Rzeczypospolitej dwa zaścianki Gliniszcze I i II.
W XIX i w początkach XX w. położone były w Rosji, w guberni wileńskiej, w powiecie zawilejskim/święciańskim. Po I wojnie światowej pod administracją polską, w Zarządzie Cywilnym Ziem Wschodnich. W latach 1920–1922 w składzie Litwy Środkowej.
Od 11 kwietnia 1922 leżały w Polsce, w województwie wileńskim, w powiecie święciańskim, w gminie Świr.
Po II wojnie światowej w granicach Związku Sowieckiego. Od 1991 w niepodległej Białorusi.